# VL Myrsky
Die VL Myrsky (übersetzt: Sturm) war ein finnisches Jagdflugzeug im Zweiten Weltkrieg von 1942. Gefertigt wurde es von der staatlichen Flugzeugfabrik Valtion lentokonetehdas (VL).

## Geschichte
Nach dem Winterkrieg 1939/40 entschied sich die Finnische Luftwaffe einen neuen Jäger zu bauen. Der Grund lag in der Liefersperre für moderne Jäger kurz vor diesem Krieg. Jeder Verkauf war damals an politische Bedingungen geknüpft.
Das Design wurde von DI Torsti Verkkola und seinem technischen Leiter Erik Wegelius ausgeführt. Aufgrund der Knappheit von Duraluminium wurden die Tragflächen aus Sperrholz und der Rumpf aus Metall gefertigt. Die Motoren waren vom Typ Pratt & Whitney R-1830 mit schwedischer Nachbaulizenz.
Der erste Prototyp war zwar voll funktionsfähig, aber zu schwer. Nach einigen Modifikationen wurden drei Prototypen hergestellt. Der Erstflug erfolgte am 23. Dezember 1941. Die ersten Tests zeigten allerdings Strukturprobleme bei hohen Geschwindigkeiten. Alle drei Prototypen gingen bei Tests verloren, dabei starben zwei Piloten und einer wurde schwer verletzt.

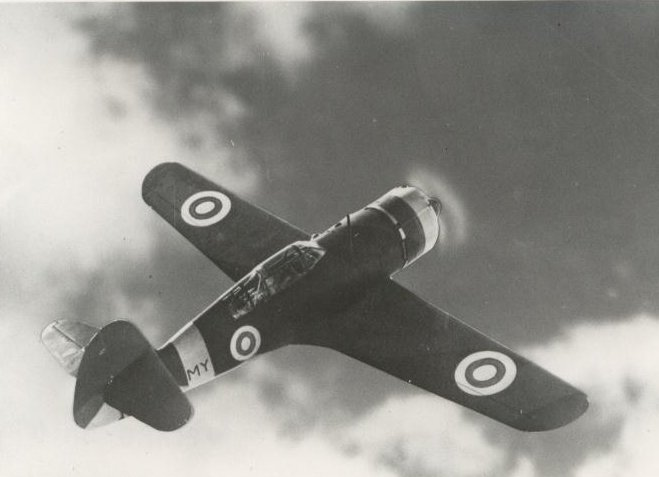
VL Myrsky II

Die Produktion begann 1942, nachdem die Deutschen bereits Messerschmitt Bf-109-Jäger an Finnland geliefert hatten. Die Serienmaschinen bekamen den Namen Myrsky II. Insgesamt wurden 47 Maschinen gebaut, dazu kamen noch drei Vorserienmodelle vom Typ Myrsky I. Die Flugzeuge erfüllten die Erwartungen jedoch nicht. Geplant war ein drei- bis vierjähriger Einsatz dieses Typs als Jäger. Die finnische Luftwaffe entschied allerdings aufgrund der Schwächen, die Maschinen nicht als reinen Jäger einzusetzen.
Eine erweiterte Version, die Myrsky III mit 1.475-PS-Motor Daimler-Benz DB 605 wurde zwar hergestellt und testgeflogen, aber die Alliierten stoppten die Produktion nach zehn Maschinen.

## Einsatzgeschichte
Fünfzehn Myrsky flogen am 19. September 1943 und zwischen dem 9. August 1944 und 3. September 1944 insgesamt 68 Einsätze. Während eines Einsatzes trafen sie auf Jakowlew Jak-7-Jäger, aber der Luftkampf endete für beide Seiten ohne Verluste. Während zweier anderer Einsätze wurden zwei sowjetische Jäger abgeschossen. Am 3. September 1944 flogen sechs Myrsky einen Bombenangriff auf russische Stellungen.
Während des Lapplandkrieges gegen Deutschland flogen sechs Myrsky-Jäger insgesamt 13 Einsätze. Die Holzkonstruktion der Maschinen konnte allerdings dem finnischen Herbstregen schlecht widerstehen und so mussten die Einsätze abgebrochen werden.
Nach einem Absturz wurden 1947 alle verbliebenen Maschinen aus dem Verkehr gezogen und verschrottet.

## Versionen
- Myrsky I – ein Prototyp, drei Vorserienmodelle
- Myrsky II – Serienflugzeuge, 47 gebaut
- Myrsky III – mit 1.475-PS-Motor Daimler-Benz DB 605 geplant, nicht gebaut

## Militärische Nutzung
Finnland
- Luftstreitkräfte Finnlands

## Technische Daten
| Kenngröße             | Daten VL Myrsky II                                                                    |
| --------------------- | ------------------------------------------------------------------------------------- |
| Besatzung             | 1                                                                                     |
| Länge                 | 8,35 m                                                                                |
| Spannweite            | 11 m                                                                                  |
| Höhe                  | 3 m                                                                                   |
| Flügelfläche          | 18 m²                                                                                 |
| Leermasse             | 2485 kg                                                                               |
| max. Startmasse       | 3213 kg                                                                               |
| Höchstgeschwindigkeit | 529 km/h                                                                              |
| Dienstgipfelhöhe      | 9000 m                                                                                |
| Reichweite            | 933 km                                                                                |
| Triebwerke            | 1 × 14-Zyl.-Doppelsternmotor Pratt & Whitney R-1830 (SFA-SCG-3) mit 794 kW (1.065 PS) |
| Bewaffnung            | 4 × 12,7-mm-MG LKK/42 2 × 50-kg-Bomben                                                |